# Nina
Nina – imię żeńskie o niejasnej etymologii. Prawdopodobnie wywodzi się od imienia mitycznego założyciela Niniwy i imperium asyryjskiego - Ninosa. W piśmiennictwie imię to występuje w formach: Nina, Nino, Nunia, Nuna i Nonna.
W Polsce imię Nina było zdrobnieniem imion Janina i Antonina. Po raz pierwszy zostało poświadczone w źródłach w 1398 r.
W XIX w. zostało importowane do Europy Zachodniej z Rosji i Włoch. Obecnie w krajach europejskich imię to (także w wersji Nino) jest utożsamiane często z formą skróconą imienia Annina (spieszczoną formą imienia Anna), Antonina lub Giovannina (pol. Janina).  
Patronka tego imienia, św. Nina (Nino), znana również jako Krystiana (Christiana – „chrześcijanka”), przyniosła chrześcijaństwo do Gruzji.
Wśród imion nadawanych nowo narodzonym dzieciom, Nina zajmuje 44. miejsce w grupie imion żeńskich.
Nina imieniny obchodzi 14 stycznia (wspomnienie św. Nino w Kościele katolickim w Polsce oraz w Cerkwi gruzińskiej).
Istnieją również inne daty, które dotyczą wspomnienia św. Nino: 27 stycznia w Cerkwi prawosławnej, 29 października w Kościele ormiańskim i 15 grudnia – w Kościele katolickim w niektórych innych krajach, według dawnego Martyrologium Rzymskiego.

## Imienniczki
- Nina Andrycz – polska aktorka i poetka.
- Nino Burdżanadze – gruzińska polityk.
- Nina Dobrev – kanadyjska aktorka pochodzenia bułgarskiego.
- Nina Hagen – niemiecka piosenkarka.
- Nina Haver-Løseth – norweska narciarka.
- Nina Łobkowska – radziecka żołnierka.
- Nina Oniłowa – radziecka żołnierka.
- Nina Ortlieb – austriacka narciarka.
- Nina Repetowska – polska aktorka.
- Nina Ricci – francuska modystka.
- Nina Simone – afroamerykańska piosenkarka.
- Nina Skołuba-Uryga – polska aktorka.
- Nina Terentiew – polska dziennikarka.
- Nina Uljanienko – radziecka pilotka wojskowa.
- Nina Dorthea Terjesen – norweska motorowodniaczka.
- Nina Persson – wokalistka zespołu The Cardigans.

Zobacz też:
- (779) Nina
- Nina – wieś w Estonii, w prowincji Tartu, w gminie Alatskivi
- Nina Ponimirska
- Święta Nina